# Roser Tapias Guillen
Roser Tapias Guillen (20 d'agost de 1989) és una actriu catalana, formada essencialment a l'Estudi Nancy Tuñón. És coneguda pel seu paper protagonista a la sèrie Pares (Antena 3). També ha intervingut a Kubala, Moreno i Manchón (TV3); La Riera (TV3); Olor de colònia (TV3), Amar en tiempos revueltos per a TVE i Buga Buga (TV3), entre d'altres. En el món del cinema ha participat en curtmetratges com Victor XX (Ian Garrido, 2015); The Path (Tobias Brebner, 2014), Ford Escort (Estel Diaz, 2013); Parapents (Carlos R. Haro, 2023) i als llargs Animals (Marçal Forés, 2011), La noche en blanco de Chus Gutiérrez del 2009 i Èxode, de la batalla a la frontera (Roman Parrado, 2019). És la protagonista del clip musical de la cançó Young, del grup Kakkmaddafakka, rodat a Barcelona el 2013. També ha participat en diverses obres de teatre al Teatre Nacional de Catalunya, com Ocells i llops (Lourdes Barba, 2014) i Taxi (Xavier Albertí, 2014); Romeu i Julieta, sota la direcció de Marc Chornet a La Seca (2014); el 2015 ¡Me!, de Roc Esquius (2014) al Teatre Tantarantana, i Auca del Born (2013), dirigida per Jordi Casanovas al Mercat del Born.